# Solomón Pikélner
Solomón Borísovich Pikélner (en ruso: Соломон Борисович Пикельнер) (Bakú, 6 de febrero de 1921-Moscú, 19 de noviembre de 1975) fue un astrónomo ruso de la etapa soviética, que realizó contribuciones significativas a la teoría del medio interestelar, la física del plasma solar, las atmósferas estelares, y a la magnetohidrodinámica. Fue profesor de astronomía en la Universidad Estatal de Moscú desde 1959.

## Eponimia
- El cráter lunar Pikel'ner lleva este nombre en su memoria.[1]
- El asteroide (1975) Pikelner también conmemora su nombre.[2]